# Underberg
Underberg je zeliščna grenčica, ki jo je leta 1846 začel proizvajati Hubert Underberg-Albrecht.
Underberg je bil širši javnosti prvič predstavljen na londonski razstavi leta 1862, v Parizu pa je leta 1867 že dobil prvo mednarodno nagrado. Grenčico so nato izdelovali do leta 1943, ko so morali zaradi druge svetovne vojne proizvodnjo za dve leti ustaviti. Leta 1945 se je proizvodnja nadaljevala, Underberg pa se je v svetu uveljavil kot odličen digestiv.

## Priprava
Sestava te grenčice je kompleksna, saj je izdelana iz 43 različnih zelišč iz 43 držav. Zelišča najprej namočijo v žganje in jih preparirajo  po skrivni metodi, imenovani Semper idem (vedno enaka), da izpustijo sokove, dobljeno tekočino pa nato natočijo v sode izdelane iz slovenskega hrasta, kjer zori več mesecev. 
Iz sodov natočijo Underberg v patentirane 20 ml. stekleničke, ki so ovite v poseben slamnat papir. Stekleničke je leta 1946 patentiral Emil Underberg, pravnuk ustanovitelja Huberta Underberg-Albrechta. 
Grenčica vsebuje 1,3 % zeliščnega ekstrakta, 44 % alkohola ter vitamin B1. V grenčico ne dodajajo sladkorja in barvil.